# Габријел Роскини
Габријел М. Роскини, O.S.M. (1900 — †1977) је био италијански католички свештеник и теолог. Роскини је био професор мариологије, гране католичке теологије, и у овој области је објавио велики број списа.
Током понтификата Пија XII сарађивао је са куријом на изради и издавању мариолошких публикација. Његово најпознатије дело је четворотомни приказ маријанске теологије Il Capolavoro di Dio који се сматра најсистематичнијим прегледом ове теолошке дисциплине.